# Vladislav Evgenievich Buguera
Vladislav Evgenievich Buguera (en ruso: Владисла́в Евге́ньевич Буге́ра) (Ufa, República Autónoma Socialista Soviética de Bashkir, URSS, 24 de enero de 1971) es un filósofo, científico, publicista político y figura sociopolítica de izquierda.
Doctor en Ciencias Filosóficas, Profesor del Departamento de Filosofía de la Universidad Técnica Estatal del Petróleo de Ufa, miembro de la sección "Dialéctica Materialista - Ateísmo Científico" la Sociedad Filosófica Rusa. Fundador de la escuela científica de filosofía social "La doctrina de las relaciones de administración y propiedad como sustancia de la sociedad" ("La doctrina del hombre como un conjunto de relaciones de propiedad y administración").

## Biografía
Nació el 24 de enero de 1971 en Ufa. En 1988-1993 estudió en la Facultad de Filosofía de la Universidad Estatal de Kiev. Desde febrero de 1996, enseña en la UTEPU, desde julio de 2002 es profesor asociado del Departamento de Filosofía de la UTEPU y desde febrero de 2010, Profesor del Departamento de Filosofía, UTEPU.
En 2001, en la Universidad Estatal de Moscú, bajo la supervisión del Doctor en Filosofía Profesor Rashit Burkhanovich Kamaev, defendió su tesis para optar al grado de candidato a ciencias filosóficas sobre el tema “El nietzscheanismo como fenómeno social: su esencia y rol social. Investigación sociofilosófica” (especialidad 09.00.11 — Filosofía social).
En julio de 2002, realizó cursos de formación avanzada en teoría del conocimiento en la Universidad Centroeuropea. En 2004 obtuvo el título de Profesor Asociado. En 2006, en la Universidad Estatal de Moscú, defendió su tesis para el grado de Doctor en Filosofía sobre el tema "Relaciones de propiedad y administración como formas necesarias de la actividad humana" (especialidad 09.00.11 - Filosofía social). Los oponentes oficiales fueron los Doctores en Ciencias Filosóficas V. P. Lenshin, A. V. Nazarchuk, Yu. A. Yushchenko. La tesis fue revisada positivamente por el profesor Hillel Tiktin de laUniversidad de Glasgow y por la profesora Susan Weissman del St. Mary’s College of California. El Doctor en Ciencias Richard Ivánovich Kosolapov participó activamente en la discusión de la tesis.
Entre los años 2006 y 2009, fue vicepresidente del departamento de Bashkiria del Consejo Científico para la Metodología de la Inteligencia Artificial  de la Academia de Ciencias de Rusia.
Autor de cerca de cien publicaciones científicas y educativas, incluidas 3 monografías. Obras principales: "Propiedad y gestión" (2003), "La esencia social y el papel de la filosofía de Nietzsche" (2004), "La esencia del hombre" (2005). Compilador, traductor y editor de la colección de artículos de autores de Rusia y EE. UU: "Materialismo histórico en el siglo XXI: la necesidad de renovación" (2005). Coautor de la monografía colectiva "Cuestiones filosóficas y aplicadas de la metodología de inteligencia artificial" (2009).
Participante del programa "Star Club" en radio Sputnik FM, con el seminario metodológico "El problema de fundamentar el conocimiento" en la Facultad de Filosofía y Sociología de laUniversidad Estatal de Bashkir. Colabora con la Universidad de la Juventud del Socialismo Moderno (MUSS).

## Puntos de vista teóricos
Buguera está desarrollando el problema de la cultura económica en la filosofía rusa. Sobre la base del materialismo histórico, intentó explicar el desarrollo del hombre basándose no solo en el desarrollo de las relaciones sociales, sino principalmente a través del desarrollo de las relaciones de gestión y propiedad.
Las ideas de Buguera se discutieron en las obras de varios autores de Rusia y otros países. Un conocido investigador angloamericano, Stephen D. Shenfield, autor del libro "Fascismo Ruso: Tradiciones, Tendencias, Movimientos", se refiere a las opiniones de Buguera como posmarxistas, y el politólogo alemán Andreas Umland considera a Buguera un neomarxista. G. E. Belonogov considera a Buguera "un representante de una nueva generación de filósofos materialistas",  y Eduard Baikov, el fundador de una nueva escuela filosófica. La Enciclopedia Bashkiria señala el concepto antropológico original del marxismo creado por Buguera  y también indica, entre otras cosas, que su investigación científica está dedicada a los problemas de la filosofía marxista.
Basado en el enfoque de clase, Buguera identifica el nazismo y el estalinismo como dos versiones realizadas del concepto de sociedad de Nietzsche, y también señala que las ideas de Friedrich Nietzsche se convirtieron en la base teórica de la política nacionalista radical y racial de la Alemania nazi.

### Propiedad y gestión
Las ideas principales del libro "Propiedad y gestión":
1. Las relaciones de propiedad no son relaciones entre las personas y las cosas, sino entre las personas sobre las cosas, que determinan las posibilidades sociales para administrar las actividades prácticas y las cosas involucradas en el proceso de esta actividad. Las relaciones de propiedad determinan quién controla a quién (o qué) y en qué medida. Las relaciones de propiedad son la matriz sobre la base de la cual se reproducen constantemente diversas relaciones y actos de gestión, diversos actos de actividad práctica, toda la cultura humana en general, la psique de los individuos, grupos de personas y toda la humanidad. Y aunque las relaciones de propiedad son primarias y las relaciones de control son secundarias, podemos conocer las relaciones de propiedad solo sobre la base del conocimiento de las relaciones de control. Si comparamos la sociedad con un organismo vivo, y las relaciones de gestión con las células, entonces las relaciones de propiedad son los cromosomas y los genes de estas células. Los genes son primarios y la célula es secundaria, pero es posible estudiar genes solo sobre la base del estudio de la célula.
2. Las relaciones de gestión son la base de casi todas las relaciones sociales, con la excepción de las relaciones de propiedad. Estudiando las peculiaridades de las relaciones de gestión y propiedad, es posible explicar la estructura y el desarrollo de cualquier sociedad (de la misma manera que la estructura y el desarrollo de un organismo vivo pueden explicarse estudiando su célula viva).
3. La idea de Marx de que la esencia del hombre es un conjunto de relaciones sociales, Buguera la concreta: la esencia del hombre, ante todo, es un conjunto de relaciones de propiedad y gestión. Al estudiar las relaciones de propiedad y gestión en su desarrollo, aprendemos todas las esferas de la existencia humana: desde la producción, distribución y consumo de bienes materiales hasta la sexualidad y la crianza de los hijos, desde la religión y el arte hasta la creatividad científica, desde una sana y psique enferma al desarrollo del habla humana.
4. Buguera identifica tres tipos principales de relaciones gerenciales: individuales (los miembros del grupo no controlan las acciones de los demás), autoritarias (coordinación vertical de acciones en el grupo, jefe y subordinados) y colectivas (coordinación horizontal, los miembros del grupo son iguales y se dirigen entre sí hacia un objetivo común). Corresponden a las relaciones de propiedad individual, autoritaria y colectiva. Buguera cree que estos tres tipos de relaciones de control (y los tres tipos correspondientes de relaciones de propiedad) están presentes en cualquier grupo, desde dos personas hasta toda la humanidad. La cuestión está en las proporciones y las razones de los cambios en estas proporciones. Buguera cree que el estudio de estos aspectos nos permite comprender y explicar los misterios de la existencia humana.

### La esencia del hombre
En la monografía "La esencia del hombre", Buguera desarrolló el concepto de explotación como "control autoritario" sobre los procesos de distribución de las fuerzas productivas y mercancías:
- Ofrece evidencia de que un comerciante de manera oculta actúa como un organizador "autoritario" de los procesos de distribución de bienes materiales no menos que un banquero o un comprador de la fuerza de trabajo de otra persona (Capítulo 2).
- Muestra que el patriotismo de las clases explotadas es una combinación de su autoengaño y el engaño por parte de los explotadores (Capítulo 5).
- Basado en la investigación de varios psicólogos, considera la homosexualidad como un fenómeno heterogéneo, debido no a la herencia, sino a combinaciones de relaciones de control en algunos pequeños grupos típicos y en general en sociedades que reproducen tales grupos.
- El consumo de productos culturales de alta calidad puede alentar a los consumidores a ser creativos.[24]
- Se realiza el análisis del concepto sociológico general de “poder”.[25]

En las obras “La esencia del hombre” (capítulo 3) y “Propiedad y gestión” (capítulo 3), Buguera argumenta que en la URSS y en algunos otros países en el siglo XX funcionó un modo de producción neoasiático que, en sus relaciones de producción, es similar al modo de producción asiático, pero se basa en un nivel cualitativamente diferente de desarrollo de las fuerzas productivas. Se hizo un intento de explorar la estructura de clases de la formación socioeconómica neoasiática y los patrones de su desarrollo.

### Informatización
Buguera considera la informatización de la producción como un requisito previo material para una revolución socialista y considera que el proletariado es la vanguardia de la humanidad en el proceso de transición hacia una sociedad sin clases. Esto se hace eco en parte de la opinión del famoso economista P. Drucker : "los 'trabajadores del conocimiento' no se convertirán en la mayoría en la 'sociedad del conocimiento', pero... ya se han convertido en su clase dirigente".

### Crítica de la "navaja de Ockham"
Criticando la navaja de Occam por suprimir la creación de hipótesis y, por lo tanto, representar una amenaza para el pensamiento creativo, Buguera propone en cambio una "maquinilla de afeitar de seguridad de cuatro hojas", un sistema de cuatro principios lógicamente relacionados entre sí:
1. No se deben multiplicar entidades innecesariamente, pero es aceptable suponer la presencia de nuevos lados de la misma entidad, incluso cuando la necesidad de tal suposición no parezca fuerte.
2. Las causas fundamentales de los fenómenos no deben buscarse en un nivel estructural inferior de la realidad que aquel en el que existe el objeto en el que ocurre el fenómeno dado. Deben buscarse en el mismo nivel estructural de la realidad o en uno superior.
3. Si una teoría explica un determinado efecto por una causa que es menos detallada que el propio efecto, entonces esta teoría será viable solo si se cumple la siguiente condición: si luego se produce una nueva descripción y comprensión de la causa, muy diferente de la original, se incluye en esta teoría, explicando el efecto mencionado anteriormente, o si se incluyen en esta teoría nuevas causas previamente ausentes, explicando este efecto junto con la causa indicada anteriormente o incluso en lugar de ella, esta teoría seguirá siendo ella misma en la interconexión de sus principales disposiciones.
4. El concepto, en el que se supone que las causas del orden mental (incluido el espiritual) son las causas fundamentales del fenómeno que se explica, no se completa no solo como teoría, sino incluso como hipótesis.[30][31]

## Actividad política
- En Kiev (1989-1990 ), fue miembro de la asociación Foro de la Patria ( en ucraniano: Вітчизняний Форум)[32] (dirigido contra los nacionalistas ucranianos). Como resultado de su lucha política, fue acusado de homosexualidad por el líder de la organización estudiantil de nacionalistas ucranianos Vyacheslav Kirilenko, quien estudió con Buguera en el mismo grupo.
- Miembro del Consejo de Coordinación de la "Unión de Trabajadores de Kiev" (1991-1992 )[33] - la organización de la ciudad de la "Unión de Trabajadores de Ucrania para la Perestroika Socialista" ( en ucraniano: Спілка трудящих України за соціалістичну перебудову ).[32] Como presidente del comité organizador del sindicato socialista de estudiantes de Ucrania, el 20 de agosto de 1991 expresó su apoyo al Comité Estatal de Emergencia,[34] del que luego habló en una entrevista con S. Shenfield en la Lista de Rusia de Johnson[20] como un error político.
- Miembro del Consejo del "Partido Laborista Marxista" (MRP) (1992-1996 )[35] y del consejo editorial de la revista "Marxista".[36][37] Con la sanción del Consejo del MRP, colaboró con el Comité por la Democracia Obrera y el Socialismo Internacional.[38] En 1995, fundó la organización Ufa MRP,[39] junto con cuyos miembros abandonó el partido en enero de 1996.[36]
- Instructor de la asociación sindical "Resistencia Obrera" (1994-1996 )(en colaboración con Stanislav Markelov).
- Coopera con el Comité Organizador del "Partido Internacional de los Trabajadores" (1996-1998 ), asociado a la "Liga Internacional de los Trabajadores ".
- Miembro de la facción Colectivista del "Partido Revolucionario de los Trabajadores" (1998-2000 ). La facción también incluía a Marlen Insarov (un seudónimo de Internet).
- Fundador (junto con Marlen Insarov) y miembro del "Grupo de Revolucionarios Colectivistas Proletarios" (GPRK) (2000-2005).[40][41] En 2005, se produjo un conflicto entre Buguera e Insarov,[42] que condujo a la exclusión de Buguera de la GPRK y la desintegración real del Grupo. Sobre las ruinas de la GPRK, surgió la "Unión Internacional de Colectivistas Revolucionarios Proletarios". En 2008, se produjo una escisión en la ISPRK, que condujo a la separación de la organización de la Unión de Socialistas Revolucionarios.
- Desde 2006 hasta la actualidad, ha estado trabajando en el proyecto político "Unión de Colectivistas".[43] En varios momentos, colaboró con simpatizantes del movimiento Comunista Internacional en el territorio de la antigua URSS y, en algunas áreas de actividad teórica y periodística, con anarquistas internacionalistas.[44][45] En la actualidad, el Blog de Izquierda Comunista, creado por partidarios de las TIC de la CEI, ha publicado muchos de sus artículos políticos y el libro "Documentos de los" Centralistas Democráticos "", en cuya publicación V. Bugera estuvo directamente involucrado.[46]

Publicó una serie de trabajos periodísticos y estudios de ciencias políticas, que ganaron fama internacional. La temática antifascista ocupa un importante lugar en la investigación y el periodismo de Buguera. Investigadores internacionales y nacionales se refieren a sus obras, mencionando tanto el nombre real del autor, como uno de sus seudónimos: “G. Vasiliev” (las obras de Buguera, publicadas originalmente con este y otros seudónimos, se reeditaron posteriormente con su propio nombre).
Buguera publicó activamente en su antiguo blog oficial y foros en línea (principalmente en Mail. Ru ) textos de la Tendencia Comunista Internacionalista (hasta 2009 la organización se llamaba Buró Internacional del Partido Revolucionario ), hasta que esta tendencia comenzó a cooperar con los nacionalistas.
Con la ayuda de Buguera, el término "colectivismo ", en el léxico de los activistas de izquierda postsoviéticos, también define a determinados grupos políticos y sus actitudes ideológicas.

## Reseñas

### Positivas
El Doctor en Economía, Profesor A. Kh. Makhmutov de la Academia de Ciencias de la República de Bielorrusia,  en una reseña del libro de Buguera "Propiedad y gestión: ensayos filosóficos y económicos", publicado en la revista "Boletín de la Academia de Ciencias de la República de Bashkortostán "(2004, v. 9, n.º 1, pp. 68-69), señala: "El autor, que se adhiere a una comprensión materialista de la historia, resuelve el problema de periodización de la historia de la humanidad en el espíritu del enfoque formativo; al mismo tiempo, las categorías marxistas tradicionales en varios casos están llenas de contenido esencialmente nuevo y, como resultado, el sistema de puntos de vista del autor no encaja en el marco de ninguna de las escuelas y tendencias marxistas conocidas hasta ahora. ... Las ideas expuestas por el autor son teóricamente valiosas en muchos aspectos, y sobre todo en el hecho de que pudo explorar las relaciones de propiedad en su profunda conexión interna con las relaciones de gestión: esta dirección en el estudio de las relaciones económicas es muy relevante, pero todavía poco desarrollado, lo que sin duda realza el valor científico de la monografía .”
El Secretario de Prensa del Departamento de Bashkiria del Consejo Científico de la Academia Rusa de Ciencias sobre la metodología de la inteligencia artificial, escritor y filósofo Báykov en entrevista con el Candidato a Ciencias Filosóficas, Profesor Asociado del Departamento de Filosofía Glukhovtsev, señala que uno de los principales colaboradores del Johnson Bulletin, Steven Shenfield se dirigió a Baikov y al propio Buguera con una solicitud para publicar su entrevista "El gran farol del siglo XX" en el Boletín, que "fue traducida al inglés y colocada en el número 44 de Johnson's Russia Lista ". Baykov señala que “se trata de un concepto original”, en el que Buguera fundamenta “la tesis de que una sociedad verdaderamente socialista nunca ha existido en ninguna parte, pero el mundo se verá obligado a llegar a ella, porque la única alternativa puede ser solo destrucción total en un planeta envenenado ". Y también se trataba de "relaciones de propiedad y gestión que determinan todo el curso del desarrollo social ". Baykov resume que fueron las" ideas no triviales de Buguera de las que interesaron a los representantes de la élite intelectual y los políticos occidentales ".
El politólogo angloamericano Stephen D. Shenfield en sus comentarios al artículo de Boguera "La guerra en Ucrania y el derecho humano al libre juego con las identidades étnicas" escribe: "El fenómeno descrito por el profesor Buguera, aunque oscurecido por supuestos etnonacionalistas, está muy extendido en todo el mundo. Por ejemplo, muchos, si no la mayoría, de los hijos cada vez más numerosos de matrimonios étnicamente mixtos se sienten fuertemente apegados a los grupos étnicos de ambos padres y no quieren elegir entre ellos (aunque pueden verse obligados a hacerlo). Estas cosas son aun más difíciles para las personas cuyos abuelos pertenecían a tres o cuatro grupos étnicos diferentes. La identidad étnica dual también es extremadamente común, tal vez incluso la norma, entre judíos, chinos y otras diásporas étnicas. La familia de mi esposa es descendiente de chinos de Vietnam que se establecieron en el Reino Unido y los Estados Unidos. Noté que en algunos casos, en contraste con los chinos "reales" de China, se llaman a sí mismos vietnamitas, mientras que en otros contextos, en contraste con los vietnamitas "reales", se llaman a sí mismos chinos. Además, han adquirido identidades británicas o estadounidenses. Mi propia identidad étnica también es triple: mi padre y mi abuela paterna eran judíos rusificados que me inculcaron una identidad cultural rusa y judía, a la que mi educación añadió una identidad británica-inglesa. Por lo tanto, simpatizo plenamente con la insistencia del profesor Boguera sobre "el derecho a no elegir" ».

### Negativas
En 2013, candidato de ciencias filosóficas, profesor asociado de la Universidad Estatal de Novosibirsk, A. Borisov, se refiere Buguera, junto con Trotski, Oduev yTarasov, como representantes del enfoque sociologizante abstracto, donde la ideología "se interpreta de manera muy abstracta y reduccionista, y el contenido y estilo de las filosofías se reduce directamente a las características socioeconómicas, sociopolíticas y sociopsicológicas de los grupos". ". Borisov señala que Buguera define" las ideas de Nietzsche como una expresión de los sentimientos imperialistas de los círculos de monopolio financiero de finales del siglo XIX y principios del XX ". También señala el hecho de que" estas ideas reaccionarias y fascistas estuvieran en demanda entre los amplios círculos del público ilustrado". Buguuera se inclina a explicar" el esquizoidismo, el elitismo y al mismo tiempo un complejo de inferioridad, que son generalmente característicos de la intelectualidad humanitaria como grupo social ”. Borisov señala que, al no estar “en contra de la localización de una determinada corriente filosófica dentro de una determinada posición de grupo social ”, al mismo tiempo cree que “la caracterización de esta posición no debe ser abusivamente abstracta y arbitraria, sino que también debe tener en cuenta los detalles de la autoconciencia filosófica cultivada en este entorno y, lo que es más importante, los detalles de la autodeterminación ideológica en el marco de esta posición. 
En 2013, el candidato de Ciencias Sociológicas, estudiante de doctorado del Departamento de Sociología y Gestión de la Universidad Estatal de Economía de San Petersburgo, V. E. Smirnov, señaló que, sin tener en cuenta la “ironía del Dr. Buguera y otros científicos, compartimos plenamente la opinión del profesor, psiquiatra y sexólogo soviético Svyadosh A. M .: "todo lo que es causado por los instintos en los animales también es causado por los instintos en los humanos" ".

### Disertaciones
- Bugera V. E. El «Ницшеанство как общественный феномен: его социальная сущность и роль : Социально-философское исследование». www.nietzsche.ru (en ruso). Consultado el 25 de diciembre de 2019. : disertación ... candidato de ciencias filosóficas : 09.00.11. - Ufá, 2000. - 156 p.
- Bugera V. E. «Отношения собственности и управления как необходимые формы человеческой деятельности». www.lib.ua-ru.net. Archivado desde el original el 5 de marzo de 2016. Consultado el 25 de diciembre de 2019. : Dis. … Dr. Phil. Ciencias : especialidad 09.00.11 <Soc. filosofía> / Bugera Vladislav Evgenievich; Moscú estado un-t im. MV Lomonosov. — M.: 2005. — 379 págs.

### Trabajos científicos

#### Monografías
- Bugera VE «Социальная сущность и роль философии Ницше.». eretik-samizdat.blogspot.ru (en ruso). Consultado el 25 de diciembre de 2019. - Ufa: Editorial de la Academia de Ciencias de la República de Bashkortostán "Gilem ", 2004. - (circulación 400 ejemplares, ISBN 5-7501-0465-6 ); - M.: KomKniga, 2005 (circulación 500 ejemplares, ISBN 5-484-00120-X ); - M.: KomKniga, 2010 (edición estereotipada, tirada 500 ejemplares, ISBN 978-5-484-01062-2 ). (Revisores: Yu. Y. Semyonov, w Y. Metlov )
- Bugera VE «Собственность и управление: философско-экономические очерки.». www.ogbus.ru (en ruso). Archivado desde el original el 4 de marzo de 2016. Consultado el 25 de diciembre de 2019. Moscú: Nauka, 2003. 344 p. Circulación 500 copias, ISBN 5-02-032777-8. (Revisores: A. X. Makhmutov, a. F. Kudriashov[56][57] )
- Bugera V. E. «Сущность человека.». www.dialog21.ru (en ruso). Archivado desde el original el 2 de diciembre de 2017. Consultado el 25 de diciembre de 2019. Moscú: Nauka, 2005. 300 p. (circulación 500 copias, ISBN 5-02-033820-6 ); — Saarbrücken : LAP Lambert Academic Publishing, 2011, ISBN 978-3-8465-0845-9 ( «копия». eretik-samizdat.blogspot.ru (en ruso). Consultado el 25 de diciembre de 2019. ). (Revisores: A. X. Makhmutov, a. F. Kudriashov, w A. damier )
- Materialismo histórico en el siglo XXI: la necesidad de renovación: Colección de artículos / Comp. y ed. V. E. Buger. - M.: Empresa Sputnik+, 2005. Circulación 100 ejemplares., ISBN 5-93406-924-1
- Bugera V. E. Ch. 1, párrafo 5: La informatización de las actividades productivas como uno de los requisitos previos necesarios para la transición a una sociedad sin clases. // Cuestiones filosóficas y aplicadas de la metodología de la inteligencia artificial. - M .: Mashinostroenie, 2009. - S. 71-79. Circulación 500 ejemplares. ISBN 978-5-217-03453-6.

#### Artículos
- Бугера В. «Социал-фашизм». marxistparty.ru (en ruso). Archivado desde el original el 8 de marzo de 2018. Consultado el 25 de diciembre de 2019. // Марксист. — 1994. — N.º 2. — С. 27-54 (переиздана в сборнике ««В борьбе против буржуазного национализма»». libelli.ru (en ruso). Consultado el 25 de diciembre de 2019.).
- Бугера В. «Родственные души». dialog21.ru (en ruso). Archivado desde el original el 30 de julio de 2016. Consultado el 25 de diciembre de 2019. // «Истоки». — N.º 52 (560). — 26.12.2007. — С. 12. («копия, озаглавленная «Достоевский и Дюма: родственные души»». leftcom.wordpress.com. Consultado el 25 de diciembre de 2019.)
- Бугера В. Е. «Экономические причины войн XXI века». bagsu.webservis.ru (en ruso). Consultado el 25 de diciembre de 2019. // Экономика и управление: научно-практический журнал. — 2008. — N.º 4.
- Бугера В. Е. Введение в философский анализ отношений собственности и управления // Вестник Академии наук Республики Башкортостан. — Уфа: Академия наук Республики Башкортостан — 2004. — Т. 9. — N.º 3.
- Бугера В. Е., Шакиров И. А. О ценности сомнения в познании: современные аспекты старого вопроса // Философские науки. — 2007. — N.º 9. — С. 129—140.
- Галлямова А. Р., Бугера В. Е. «Развитие критического мышления студентов технических специальностей в процессе преподавания философии: социальное значение и методические аспекты». www.ogbus.ru (en ruso). Archivado desde el original el 4 de marzo de 2016. Consultado el 25 de diciembre de 2019. // «Электронный научный журнал «Нефтегазовое дело». — 2008. — № 1.». ogbus.ru (en ruso). Archivado desde el original el 1 de julio de 2017. Consultado el 25 de diciembre de 2019.
- Бугера В. Е. «Об одной актуальной проблеме оценки успеваемости студентов нефилософских специальностей в процессе преподавания им философии». www.ogbus.ru (en ruso). Archivado desde el original el 4 de marzo de 2016. Consultado el 25 de diciembre de 2019. // «Электронный научный журнал «Нефтегазовое дело». — 2008. — № 1.». ogbus.ru (en ruso). Archivado desde el original el 15 de septiembre de 2017. Consultado el 25 de diciembre de 2019.
- Бугера В. Е. «Экономические предпосылки третьего передела мира». www.dialog21.ru (en ruso). Archivado desde el original el 30 de noviembre de 2017. Consultado el 25 de diciembre de 2019. // «Электронный научный журнал «Нефтегазовое дело». — 2008. — № 1.». ogbus.ru (en ruso). Archivado desde el original el 1 de julio de 2017. Consultado el 25 de diciembre de 2019. («копия1». ogbus.ru (en ruso). Archivado desde el original el 29 de diciembre de 2009. Consultado el 25 de diciembre de 2019., «копия2». prognoz.eurasian-defence.ru (en ruso). Archivado desde el original el 17 de diciembre de 2021. Consultado el 25 de diciembre de 2019., «копия3». zerkalov.org.ua (en ruso). Archivado desde el original el 29 de agosto de 2017. Consultado el 25 de diciembre de 2019.)
- Бугера В. Е. Ошибка Норберта Винера, или как определить понятие «управления» // «Рефлексивные процессы и управление. Сборник материалов VII Международного симпозиума 15-16 октября 2009 г., Москва». www.reflexion.ru (en ruso). Consultado el 25 de diciembre de 2019.«Рефлексивные процессы и управление. Сборник материалов VII Международного симпозиума 15-16 октября 2009 г., Москва». www.reflexion.ru (en ruso). Consultado el 25 de diciembre de 2019. / Под ред. В. Е. Лепского — М.: Когито-Центр, 2009. — С. 49-52. ISBN 978-5-89353-299-9
- Бугера В. Е., Гиндуллин Н. Ф., Кадырова Г. Ф. «Что такое отношение собственности и почему этот вопрос имеет существенное значение для развития методологии исследования общественных отношений?». Archivado desde el original el 28 de febrero de 2014. // Вестник ВЭГУ. — N.º 4 (66). — 2013. — С. 11-16.
- Бугера В. Е., Кадырова Г. Ф. Индивидуальная и коллективная типология личности: этико-философские и правовые вопросы // Евразийский юридический журнал. — N.º 1 (80). — 2015. — С. 220—222.
- Бугера В. Е., Гиндуллин Н. Ф. Украинский фашизм и ницшеанство Archivado el 28 de octubre de 2022 en Wayback Machine. // Евразийский юридический журнал. — N.º 7 (86). — 2015. — С. 333—334.
- Бугера В. Е. О коллективистском будущем человечества // Проблема обоснования знания: сб. науч. статей, посвящ. 25-летию методологического семинара при факультете философии и социологии / отв. ред. А. Ф. Кудряшев. — Уфа: РИЦ БашГУ, 2017. — С. 17-23. ISBN 978-5-7477-4370-0

### Periodismo
- Бугера В. Порфирий Иванов и его последователи // Советский пограничник. (Впослед. переимен. в «Пограничник Украины».) — 20 сентября 1991. — N.º 74.
- Бугера В. «Обыкновенный, заурядный фашизм». eretik-samizdat.blogspot.ru (en ruso). Consultado el 25 de diciembre de 2019. // Советский пограничник. — 1991. — N.º 85, 6 ноября. (Статья опубликована под псевдонимом «Герберт Эрнст»; за подписью автора переиздана в сборнике ««В борьбе против буржуазного национализма»». libelli.ru (en ruso). Consultado el 25 de diciembre de 2019. наряду с несколькими другими, отображающими участие В. Бугеры в политической борьбе на Украине в начале 1990-х гг. Также опубликована ВКонтакте 24.01.2014 в Цитатнике Владислава Бугеры vk.com/vlad_bugera и в паблике журнала «Еретик» vk.com/eretiksamizdat .)
- Бугера В. Наследники Штрассера // Интервзгляд-Inprecor. — 1993. — N.º 5.
- Бугера В. «Смысл жизни сегодня». marxistparty.ru (en ruso). Archivado desde el original el 8 de noviembre de 2017. Consultado el 25 de diciembre de 2019. // Марксист. — 1993. — N.º 1. — С. 55-59.
- Бугера В. «Будет ли война между Россией и Украиной?». eretik-samizdat.blogspot.ru (en ruso). Consultado el 25 de diciembre de 2019. // Рабочая демократия. — 1994. — N.º 2 (17). (Статья опубликована под псевдонимом «Дмитро Зализняк»; за подписью автора переиздана в сборниках ««Теория и практика коллективизма»». sbiblio.com. Archivado desde el original el 30 de septiembre de 2020. Consultado el 25 de diciembre de 2019. и ««В борьбе против буржуазного национализма»». libelli.ru (en ruso). Consultado el 25 de diciembre de 2019.. Также опубликована ВКонтакте 02.03.2014 в Цитатнике Владислава Бугеры vk.com/vlad_bugera и в паблике журнала «Еретик» vk.com/eretiksamizdat .)
- Wladislaw Bugera. Der Antisemitismus der «echten Internationalisten» // Direkte Aktion. — September 1994.
- Бугера В. «Программа Коллективистской партии (проект)». eretik-samizdat.blogspot.ru (en ruso). Consultado el 25 de diciembre de 2019. (переиздан в сборнике ««Теория и практика коллективизма»». sbiblio.com. Archivado desde el original el 30 de septiembre de 2020. Consultado el 25 de diciembre de 2019.).
- Бугера В. «Компьютеризация как предпосылка социалистической революции». www.alternativy.ru (en ruso). Archivado desde el original el 13 de agosto de 2020. Consultado el 25 de diciembre de 2019. // Альтернативы. — 1999. — N.º 3. («копия». eretik-samizdat.blogspot.ru (en ruso). Consultado el 25 de diciembre de 2019.) («на англ. яз.». eretik-samizdat.blogspot.ru (en ruso). Consultado el 25 de diciembre de 2019.)
- Бугера В. «Зачем человечеству нужна мировая революция». eretik-samizdat.blogspot.ru (en ruso). Consultado el 25 de diciembre de 2019. («на англ. яз.». eretik-samizdat.blogspot.ru (en ruso). Consultado el 25 de diciembre de 2019.)
- Бугера В. «Завтра война?». www.dialog21.ru (en ruso). Archivado desde el original el 29 de diciembre de 2017. Consultado el 25 de diciembre de 2019. // «Истоки». — N.º 37 (597). — 10.09.2008. — С. 9.
- Бугера В. «Неужели всё-таки будет война между Россией и Украиной?». levsd.ru (en ruso). Consultado el 25 de diciembre de 2019. // ОБщественный РЕЗонанс. — 2009. — N.º 1(3). — С. 1, 3.
- Бугера В. «Экономические причины очередного империалистического передела мира и грядущих революций». antifa-union.ucoz.ru (en ruso). Consultado el 25 de diciembre de 2019. // Антифашист. — 2009. — N.º 1 (5). — С. 3.
- Vladislav Bugera, Vladimir Sirotin and Peter Khrustalev. «Political Repression in Russia.». www.solidarity-us.org. Archivado desde el original el 26 de agosto de 2017. Consultado el 25 de diciembre de 2019. // Against The Current. — January-February 2011. — N.º 150. Публикацию статьи в переводе на испанский яз. см. «здесь». www.vientosur.info. Consultado el 25 de diciembre de 2019.; источник, из которого статья была взята для перевода, см. «здесь». www.europe-solidaire.org. Consultado el 25 de diciembre de 2019..
- Бугера В. «Тезисы о современной буржуазной демократии». gubkin.info. Consultado el 25 de diciembre de 2019. // Губкин-инфо, 06.11.2012. («копия». eretik-samizdat.blogspot.ru (en ruso). Consultado el 25 de diciembre de 2019.)
- Vladislav Bugera. «Moscow, Kiev, and the West European Far Right.». www.stephenshenfield.net. Consultado el 25 de diciembre de 2019. 17 April 2015 // «Сайт Стивена Шенфилда». stephenshenfield.net. Consultado el 25 de diciembre de 2019. («копия». www.criticatac.ro. Archivado desde el original el 27 de mayo de 2015. Consultado el 25 de diciembre de 2019. в издании «LeftEast». www.criticatac.ro. Archivado desde el original el 26 de diciembre de 2019. Consultado el 25 de diciembre de 2019. на сайте CriticAtac)

### Entrevistas
- Baikov E. PERO. ««Великий блеф XX века?»». dialog21.ru (en ruso). Archivado desde el original el 4 de marzo de 2016. Consultado el 25 de diciembre de 2019. // Orígenes. - N° 32 (488). - 08/09/2006. - S. 11. ( «копия». eretik-samizdat.blogspot.ru (en ruso). Consultado el 25 de diciembre de 2019. ) ( «на англ. яз., под заголовком THE GREAT BLUFF». Archivado desde el original el 13 de noviembre de 2013. «на англ. яз., под заголовком THE GREAT BLUFF». Archivado desde el original el 13 de noviembre de 2013. )
- Morgunova, Elena ««Любовь по вертикали» умеет ли коллективный разум поправить власть?». Archivado desde el original el 18 de febrero de 2008. // "Buscar" - periódico de la comunidad científica, n.º 4 (974), 25 de enero de 2008 ( «копия». dialog21.ru (en ruso). Archivado desde el original el 4 de marzo de 2016. Consultado el 25 de diciembre de 2019. ) ( «на англ. яз., под заголовком THE RARITY OF LOVE». Archivado desde el original el 13 de noviembre de 2013. «на англ. яз., под заголовком THE RARITY OF LOVE». Archivado desde el original el 13 de noviembre de 2013. )
- Futuro, Dmitry «Встреча с Владиславом Бугерой». www.nietzsche.ru (en ruso). Consultado el 25 de diciembre de 2019. // Nietzsche.ru, 22.02.2004
- Stephen Shenfield Mi entrevista con Vladislav Bugera: de la introducción de Stephen // El Comunista Libertario. «Issue 23, Summer 2013.». www.stephenshenfield.net. Consultado el 25 de diciembre de 2019. - Pág. 20-23.

## Literatura
- Antonov V. G., Afanasyev V. Ya., Godin V. V., Lyalin A. M. «Теория менеджмента: Учебник для вузов.». books.google.ru (en ruso). Consultado el 25 de diciembre de 2019. - San Petersburgo: "Peter ", 2009. - 464 p.
- Baikov E. A. Sobre Drácula y no solo // «Байков Э. А. Горизонты науки Башкортостана: Статьи, очерки, эссе.». rubuki.com. Archivado desde el original el 3 de febrero de 2016. Consultado el 25 de diciembre de 2019. - 2.ª ed. - Ufa: KHAN LLC, 2008. - S. 35-36. — ISBN 978-5-457-48560-0
- Belonogov G. E. «Роль антропоцентрических элементов в философии русского космизма». scjournal.ru (en ruso). Archivado desde el original el 12 de julio de 2014. Consultado el 25 de diciembre de 2019. // Ciencias históricas, filosóficas, políticas y jurídicas, estudios culturales e historia del arte. Cuestiones de teoría y práctica. - 2012. - N° 5 (19), parte 2. - S. 22-24.
- Lomov O. «К вопросу о социал-фашизме». marxistparty.ru (en ruso). Archivado desde el original el 10 de marzo de 2018. Consultado el 25 de diciembre de 2019. // marxista. — 1995-96. - N.º 3-4. - S. 80-89.
- Ovrutsky A. V. Producción y consumo: dialéctica de la interacción // Filosofía de la economía. - 2010. - N.º 3. - S. 238-247.
- Suslov M. G. «Об анархизме наших дней. (Критический анализ программных документов РКРП).». Archivado desde el original el 9 de octubre de 2016. - Permanente: B.I., 2004. - 166 p.
- Vakhitov R.R. Filosofía marxista // Enciclopedia Bashkir. En 7 volúmenes T. 4. L-O / cap. edición M. A. Ilgamov. — Ufá: Bashk. enciclo, 2008. ISBN 978-5-88185-068-5
- Bugera, Vladislav Evgenievich // Enciclopedia Bashkir. En 7 vols T. 7. F-Ya, con adiciones/cap. edición M. A. Ilgamov. — Ufá: Bashk. enciclo, 2011. ISBN 978-5-88185-075-3
- Bugera, Vladislav Evgenievich // Enciclopedia Bashkort. 7 volúmenes. 1-se t.A-B / bash mekhәr. M. a. Iljamov. - Өfө: Golpe. enciclo, 2014. ISBN 978-5-88185-153-8
- Vakhitov R. R. Filosofía marxista // Enciclopedia Bashkort. 7 volúmenes. 4-se t.M-Ө / bash mөkhәr. M. a. Iljamov. - Өfө: Golpe. enciclo, 2016. ISBN 978-5-88185-286-3
- Bugera Vladislav Evgenievich // Científicos de Rusia: Enciclopedia. T. 4. - M.: "Academia de Ciencias Naturales", 2008. ISBN 978-5-91327-028-3
- Bugera Vladislav Evgenievich // Científicos de Rusia: Enciclopedia. T. 6. - M.: "Academia de Ciencias Naturales", 2010. ISBN 978-5-91327-106-8
- Bugera Vladislav Evgenievich // Filósofos de la Rusia moderna. Diccionario enciclopédico. 3.ª ed. — M.: Ed. casa "Máximo"; San Petersburgo: Ed. casa "Mir", 2015. ISBN 978-5-98846-117-3

## Crítica

### Científica
- Борисов, И. В. Идеологическая топика иррационалистической философии конца XIX – середины XX века : [арх. 23 февраля 2014] : DOC // Социально-гуманитарные знания. — 2013. — N.º 2. — С. 87−102. — ISSN 0869-8120.
- Демидов А. Б. «Образ сверхчеловека в философии Ф. Ницше». lib.vsu.by. Archivado desde el original el 18 de febrero de 2017. Consultado el 25 de diciembre de 2019. // «Ученые записки УО «ВГУ им. П. М. Машерова»». elibrary.ru (en ruso). Consultado el 25 de diciembre de 2019.. — 2011. — Т. 11. — С. 80-89.
- Завалько Г. А. Проблема соотношения морали и религии в истории философии. — М., КомКнига, 2006. — С. 195—197. ISBN 5-484-00553-1
- Здоров А. А. Государственный капитализм и модернизация Советского Союза: Марксистский анализ советского общества. 3-е стер. изд. — М.: КомКнига, 2007. — С. 11−12. ISBN 978-5-484-00822-3
- Смирнова, В. Е. Изъяны профессиональной сегрегации : гендерный аспект выбора специальности «акушерство и гинекология» // Психология, социология и педагогика. — 2013. — N.º 10.

### Periodística
- Lezgin N. ¿Es Zyuganov un fascista // marxista? - 1994. - n.º 2. - S. 55−57.
- Alexandrov D. Vamos a puntear el nuevo "ismo" // marxista. — 1995-1996. - N.º 3−4. — P. 90-119.

## Enlaces
- Blog de Vladislav Buguera
- «Бугера В. Е. — Видео». www.rideo.tv. Consultado el 25 de diciembre de 2019.
- «Работы В. Бугеры». eretik-samizdat.blogspot.com. Consultado el 25 de diciembre de 2019. (En el blog Heretic)
- «О разоблачении аферы Олега Верника в воспоминаниях киевского полит. активиста Владимира Задираки». Archivado desde el original el 20 de diciembre de 2017.
- Vladislav Buguera, Vladimir Sirotin y Peter Khrustalev «Political Repression in Russia». www.marxists.org. Consultado el 25 de diciembre de 2019. // Archivo de Internet marxistas -(en inglés) - Per. del ruso — 2011.